# Phlyctidocarpa flava
Phlyctidocarpa es un género monotípico de planta herbácea perteneciente a la familia Apiaceae. Su única especie: Phlyctidocarpa flava, es originaria de Namibia. Es el único género de la tribu Phlyctidocarpeae.

## Descripción
Es una planta anual herbácea que alcanzan un tamaño de 0,6 m de altura a una altitud de 1500 metros en Namibia.

## Taxonomía
Phlyctidocarpa flava fue descrita por Cannon & W.L.Theob. y publicado en Mitt. Bot. Staatssamml. München 6: 479 1967.